# Valore singolare
In matematica, il termine valore singolare è utilizzato per indicare due concetti distinti, rispettivamente utilizzati nell'algebra lineare e analisi funzionale e nel contesto degli integrali ellittici.

## Algebra lineare e analisi funzionale
In analisi funzionale, i valori singolari di un operatore compatto {\displaystyle T:X\to Y} che mappa tra due spazi di Hilbert {\displaystyle X} e {\displaystyle Y} sono le radici quadrate degli autovalori dell'operatore autoaggiunto non-negativo {\displaystyle T^{*}T:X\to X} (dove {\displaystyle T^{*}} è l'operatore aggiunto di {\displaystyle T}).
Si tratta di numeri reali non negativi solitamente scritti in ordine decrescente come {\displaystyle (s_{1}(T),s_{2}(T),\dots )}. Se {\displaystyle T} è a sua volta autoaggiunto allora il maggiore {\displaystyle s_{1}} tra valori singolari è uguale alla norma operatoriale di {\displaystyle T}.
In algebra lineare, nel caso di una matrice normale {\displaystyle A} si può applicare il teorema spettrale per ottenere una diagonalizzazione {\displaystyle U\lambda U^{*}} (tramite matrici unitarie) di {\displaystyle A} in modo che {\displaystyle {\sqrt {A^{*}A}}=U|\Lambda |U^{*}} e quindi i valori singolari sono semplicemente i valori assoluti degli autovalori.
Nel caso finito-dimensionale, tramite la decomposizione ai valori singolari una matrice può essere decomposta nella forma {\displaystyle UDW} dove {\displaystyle U} e {\displaystyle W} sono matrici unitarie e {\displaystyle D} una matrice diagonale (rettangolare) con autovalori sulla diagonale.
Il concetto è stato introdotto da Erhard Schmidt nel 1907. Schmidt chiamava tuttavia "autovalori" i valori singolari; il termine è dovuto a Smithies, nel 1937. Nel 1957 Allahverdiev mostrò la seguente caratterizzazione per l'n-esimo valore singolare:
{\displaystyle s_{n}(T)=\inf {\big \{}\,\|T-L\|:{\text{ rk }}(L)<n\,{\big \}}}
Questa formulazione consente di estendere la nozione di valore singolare ad operatori in spazi di Banach.

## Integrali ellittici
Nell'ambito degli integrali ellittici, un valore singolare è un modulo ellittico {\displaystyle k_{r}} tale per cui:
{\displaystyle {\frac {K'(k_{r})}{K(k_{r})}}={\sqrt {r}}}
dove {\displaystyle K(k)} è un integrale ellittico completo di prima specie e:
{\displaystyle K'(k_{r})\equiv K\left({\sqrt {1-k_{r}^{2}}}\right)}